# Amanita phalloides
L'Amanita phalloides (Vaill. ex Fr. - Link 1833), nota anche come Amanita falloide o Tignosa verdognola, è un fungo basidiomicete della famiglia delle Amanitaceae. È uno sporoforo (fungo) mortale molto diffuso: a causa della sua tossicità estremamente elevata e del suo elevato polimorfismo, che lo rende somigliante a molte altre specie, congeneri e non (da qui i nomi popolari di Angelo della morte e di Ovolo bastardo), lo rende uno dei funghi più pericolosi esistenti in natura, il cui avvelenamento non trattato ha quasi sempre esito letale in quanto provoca danni irreversibili al fegato. Nel caso in cui si sopravviva ai suoi effetti, nella migliore delle ipotesi, si è costretti a ricorrere all'emodialisi a vita o al trapianto di fegato. La sua estrema tossicità è dovuta ad una sostanza chiamata “α-amanitina” che impedisce la formazione dell'RNA-messaggero da parte della polimerasi-II in umani e, in concentrazione maggiore, blocca anche la funzione della polimerasi-III. Al contrario, né la polimerasi-I in umani, né la polimerasi-III della stessa amanita sono soggette o vulnerabili all'azione dell'α-amanitina.
È una delle quattro amanite mortali presenti in Italia (le altre sono la verna, la virosa e la porrinensis, quest'ultima molto rara).
L'Amanita phalloides, oltre ad essere letale e ad avere un elevato polimorfismo, è anche una specie parecchio comune in quasi tutti i boschi italiani e per questo è considerato uno dei funghi più pericolosi esistenti.

## Etimologia
Dal greco phallòs (fallo) e  eîdos (forma, sembianza) e cioè "a forma di fallo" per l'aspetto del fungo giovane.

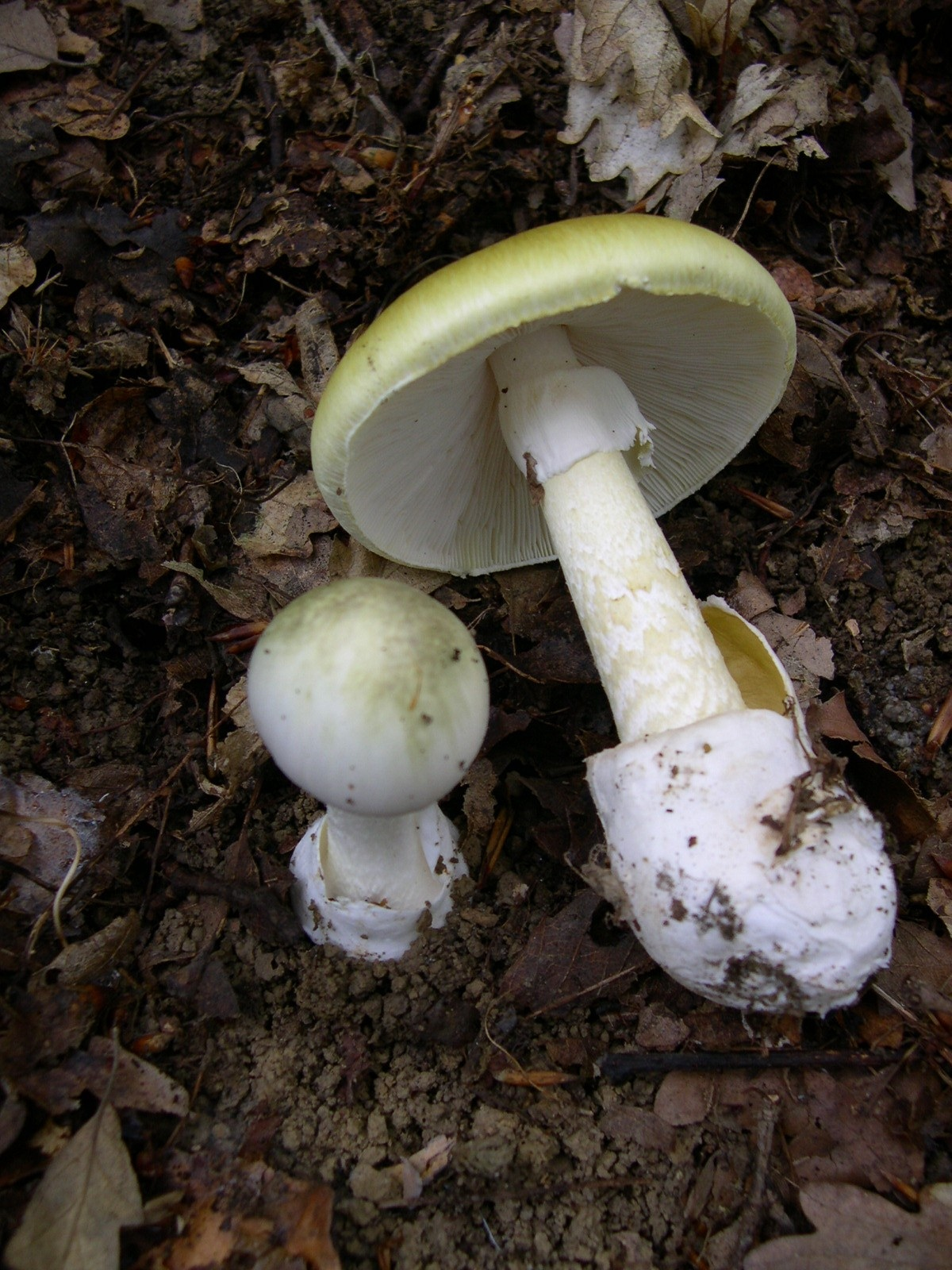
A. phalloides

## Descrizione della specie

### Cappello
Di colore variabile da grigio-giallastro, a verdastro, o giallo-bruno o anche bianco nella varietà alba, di forma conico-campanulata od emisferica e poi espanso, pianeggiante, liscio, serico, senza verruche con fibrille innate.

### Lamelle
Bianche, libere al gambo, alte.

### Gambo
Bianco, spesso ornato da "zebrature" simili al colore del cappello (non facilmente distinguibili nella varietà alba), prima pieno e poi cavo nell'esemplare molto vecchio, bulboso alla base.

### Anello
Bianco con riflessi giallognoli, cadente a fazzoletto sul gambo, spesso caduco negli esemplari maturi.

### Carne
Bianca, immutabile, soda.

Assaggio assolutamente da evitare dato che solo 3-7 milligrammi di α-amanitina possono essere fatali.
- Odore: pressoché nullo (o di rosa appassita) nel fungo fresco e giovane, di miele nel fungo adulto, fetido e cadaverico nel fungo fradicio.

- Sapore: nullo in principio, un po' acre oppure di "nocciole" alla fine.

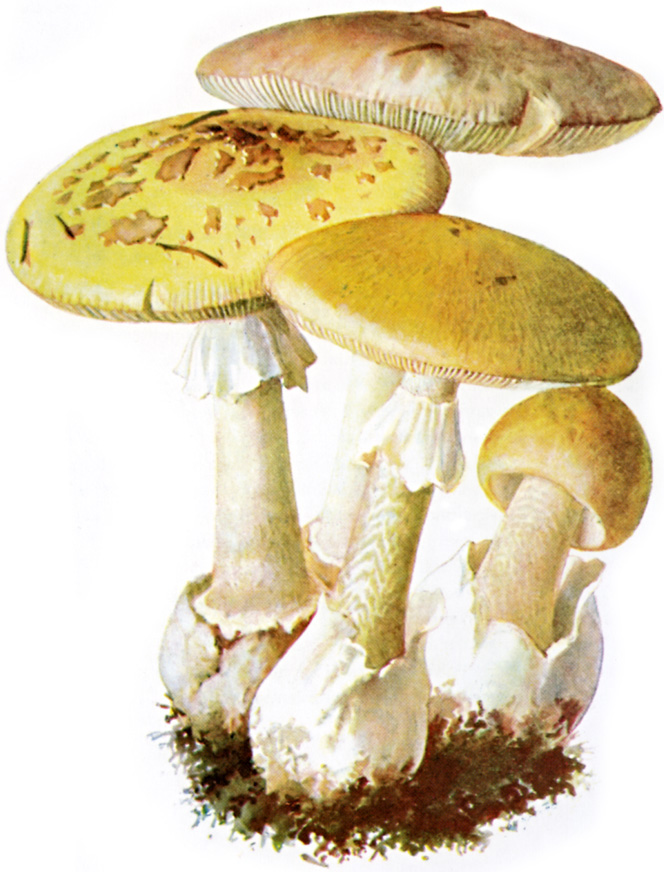
Illustrazione di A. phalloides accanto ad Amanita citrina

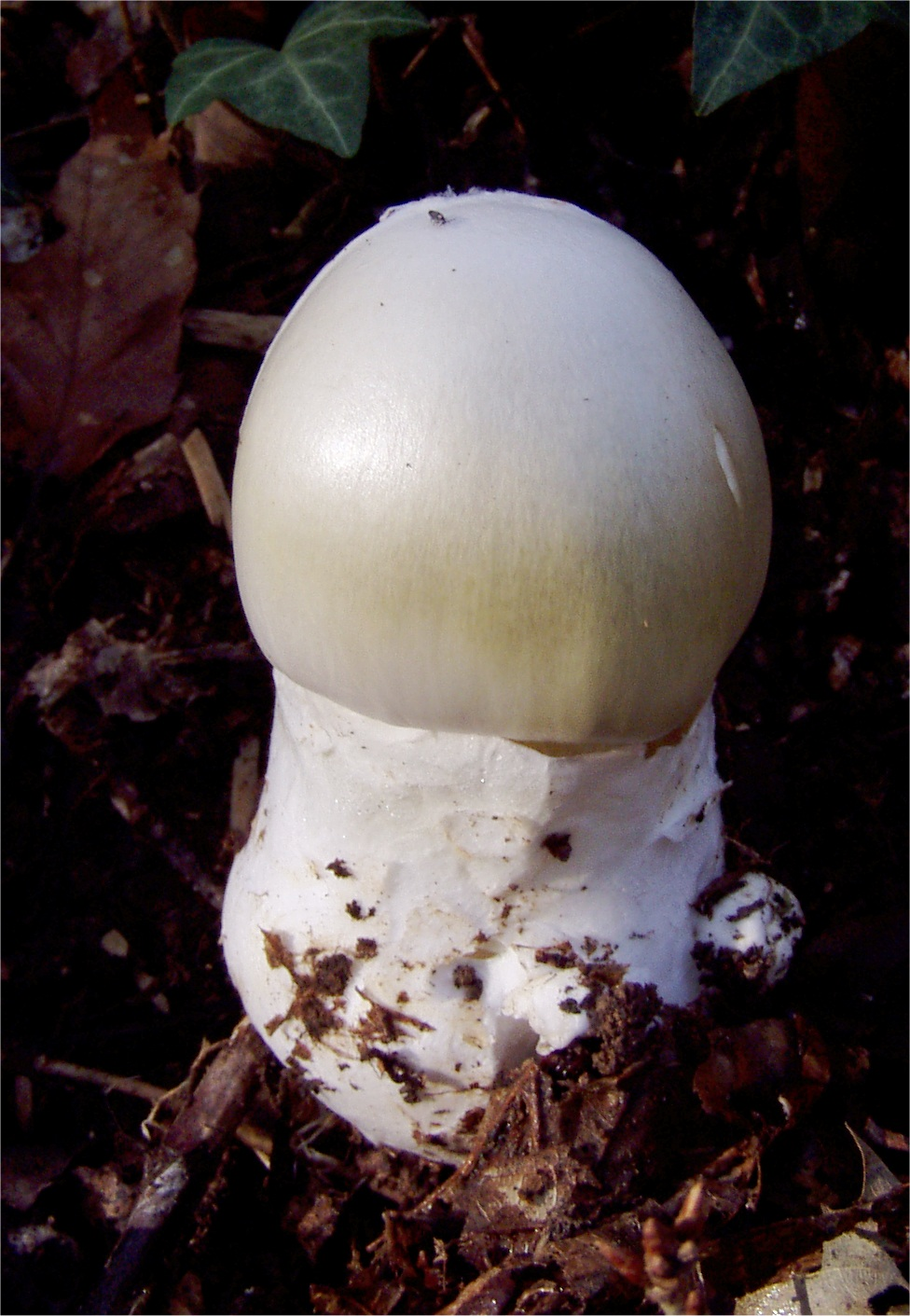
Carpoforo giovane

### Caratteri microscopici
Spore
Bianche in massa, ovoidali, quasi rotonde, a reazione amiloide 9-11 × 7-9 µm.

## Distribuzione e habitat
Cresce in estate-autunno, un po' in tutta Italia, soprattutto sotto le querce ed i castagni nei boschi frondosi, non di rado anche sugli argini alberati, limitanti prati e terreni coltivati. Predilige le latifoglie ma non di rado si trova anche nei pressi di conifere.

## Commestibilità
Mortale: causa danni irreversibili al fegato.

Causa la sindrome falloidea.

Si tratta della specie micologica che causa la stragrande maggioranza degli avvelenamenti con esito mortale in Europa.
Contiene amanitine (di due tipi, α e β), molecole cicliche che bloccano selettivamente l'enzima RNA polimerasi coinvolto nella sintesi proteica, e falloidine (PM 1000), altro tipo di ciclo-peptidi ugualmente dannosi per la membrana cellulare, poiché legano con l'actina, proteina strutturale che mantiene in posizione i canali ionici; in tal modo dalla cellula fuoriescono ioni sodio ed entrano ioni potassio: la cellula quindi si gonfia fino a lisare.
Amanitine e falloidine sono tossine termostabili e quindi anche dopo cottura il fungo rimane velenoso mortale.

### Pericoli per la salute dell'uomo
- Provoca danni irreversibili al fegato e la morte. Possono risultare letali anche piccolissimi frammenti (circa 0,1 milligrammi di peso fresco per ogni chilogrammo di peso di chi lo ingerisce[5]), quindi circa 7 mg per un uomo adulto di 70 kg; inoltre il fungo mantiene tutte le sue proprietà velenose anche dopo la cottura, l'essiccazione e il congelamento. I primi sintomi della sindrome falloidea possono essere avvertiti da 12 a 48 ore dopo l'ingestione, a seconda della costituzione fisica del soggetto. In questo periodo le RNA-polimerasi a livello del fegato vengono inibite: cessa quindi la sintesi proteica e il fegato va in necrosi con effetti analoghi all'epatite virale in forma grave.
Se l'avvelenamento è diagnosticato in tempi brevi, è possibile scongiurare il decesso del paziente; tuttavia quest'ultimo, a seguito del danno epatico riportato, dovrà ricorrere a emodialisi a vita oppure al trapianto dell'organo.
- Terapia dell'avvelenamento da Amanita phalloides: Silibinina per via orale; 20-50 milligrammi per chilogrammo in 500 ml di soluzione di destrosio al 5% da iniettare in vena ogni sei ore per un giorno. Può inoltre venir data penicillina in alto dosaggio. Entrambi i farmaci inibiscono l'incorporazione dell'amanitina nell'epatocita.
- L'elevato polimorfismo dell'a. falloide aumenta enormemente il rischio di confusione con altre specie congeneri o con specie di generi differenti di amanita.

## Tassonomia

### Varietà
- Amanita phalloides var. alba

### Sinonimi e binomi obsoleti
- Agaricus phalloides Vaill. ex Fr., Syst. mycol. (Lundae) 1: 13 (1821)
- Agaricus phalloides Bull., Hist. Champ. Fr. (Paris): tab. 2, 577 (1792)
- Amanita phalloides Secr., Mycogr. Suisse: no. 8 (1833)
- Amanita phalloides f. citrina J.E. Lange
- Amanita phalloides f. dunensis R. Heim, Revue Mycol., Paris 28: 9 (1963)
- Amanita phalloides (Vaill. ex Fr.) Link, Handbuck zur Erkennung der Nutzbarsten und am Häufigsten Vorkommenden Gewächse 3: 272 (1833) f. phalloides
- Amanita phalloides f. umbrina Ferry, (1911)
- Amanita phalloides var. alba Costantin & L.M. Dufour, Nouv. Fl. Champ., Edn 2 (Paris): 256 (1895)
- Amanita phalloides var. euphalloides Maire, Mém. Soc. Sci. Nat. Maroc. 45: 103 (1937)
- Amanita phalloides var. larroquei F. Massart & Beauvais, Bull. Soc. linn. Bordeaux 5(1-3): 12 (1975)
- Amanita phalloides var. larroquei F. Massart & Beauvais ex F. Massart, Bull. Soc. linn. Bordeaux 31(4): 223 (2004)
- Amanita phalloides var. moravecii Pilát, Česká Mykol. 20(1): 25 (1966)
- Amanita phalloides (Vaill. ex Fr.) Link, Handbuck zur Erkennung der Nutzbarsten und am Häufigsten Vorkommenden Gewächse 3: 272 (1833) var. phalloides
- Amanita phalloides var. pulla Killerm., Pilze aus Bayern, Kritische Studien besonders zu M. Britzelmayr; Standortsangaben u.(kurze) Bestimmungstabellen: I. Teil: Thelephoraceen, Hydnaceen, Polyporaceen, Clavariaceen und Tremellaceen 18: 4 (1930)
- Amanita phalloides var. striatula Peck, Ann. Rep. Reg. N.Y. St. Mus. 54: 961 (1902)
- Amanita phalloides var. umbrina (Ferry) Maire, (1937)
- Amanita viridis Pers., Tent. disp. meth. fung. (Lipsiae): 67 (1797)
- Amanitina phalloides (Vaill. ex Fr.) E.-J. Gilbert, in Bresadola, Iconogr. Mycol. 27(Suppl. 1): 78 (1941)
- Fungus phalloides Vaill., Bot. paris. (Paris): 74, tab. 14, fig. 5 (1723)
- Venenarius phalloides (Vaill. ex Fr.) Murrill, Mycologia 4(5): 240 (1912)

### Specie simili
Lunga la lista delle specie con cui può essere confusa l'A. phalloides:

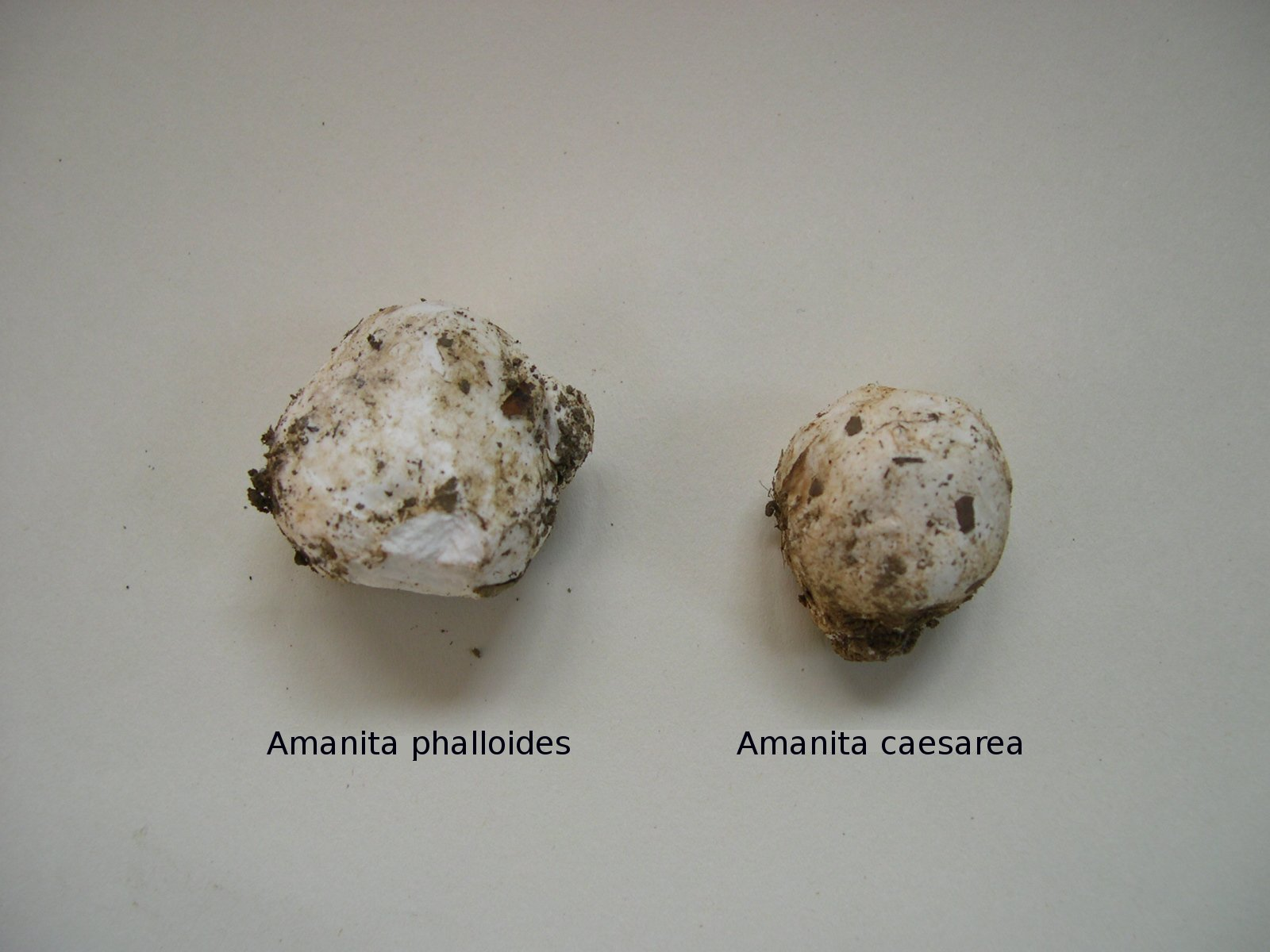
Ovuli di A. phalloides e di A. caesarea
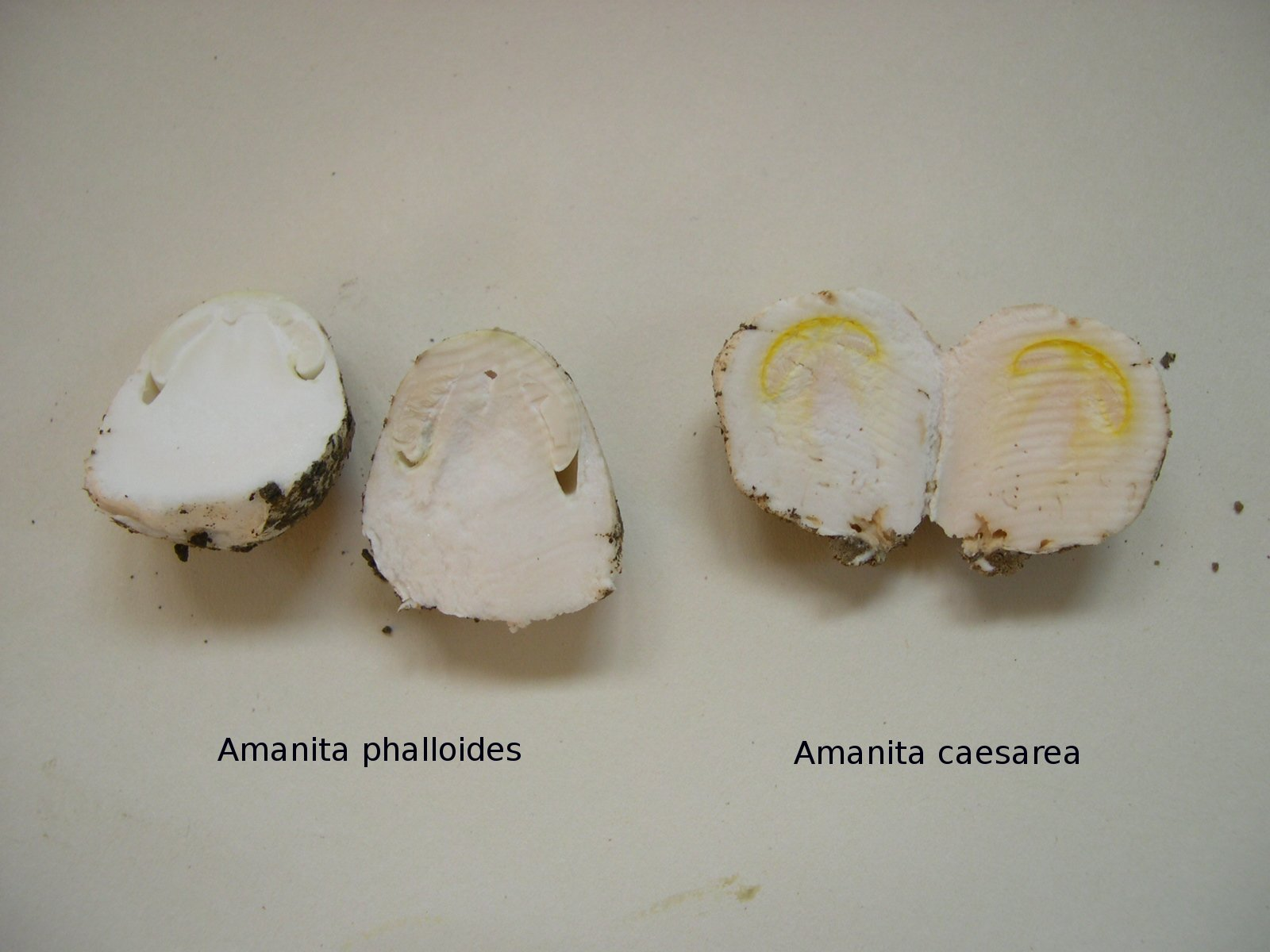
Ovuli di A. phalloides e di A. caesarea

- Amanita citrina (non commestibile) che presenta verruche sul cappello (totalmente assenti nella phalloides), odore di rapa e bulbo molto pronunciato con volva diversa.
- Amanita verna (velenoso mortale), molto simile alla var. alba, che si distingue per avere un gambo più tozzo e un cappello che a maturità è meno spianato, per il periodo di crescita più primaverile e per la regione di crescita (la verna è rara nelle Alpi e comune in Appennino, mentre la phalloides è parimenti comune).
- Amanita virosa (velenoso mortale), anch'essa simile alla var. alba, che si distingue per l'odore ed il sapore cattivo (non assaggiare!), il cappello maggiormente conico e di dimensioni inferiori con margine lobato e il gambo più fioccoso.
- Amanita caesarea (eccellente commestibile), cui somiglia molto allo stadio di ovolo: tuttavia la forma è diversa, in quanto nella phalloides l'ovolo è attenuato in alto mentre nella caesarea è attenuato in basso, e al taglio la caesarea presenta le classiche sfumature gialle anche sul gambo, mentre la phalloides ha sfumature verdognole solo alla sezione del cappello (vedi le due fotografie qui sopra). Va ricordato che è fatto divieto di raccogliere i funghi allo stadio di ovolo per salvaguardia della biodiversità boschiva ma anche per evitare fatali confusioni di questo tipo, in quanto i funghi allo stadio di ovolo non presentano tutti i caratteri morfologici ben sviluppati così da rendere agevole una certa determinazione.
- Allo stesso modo, una phalloides allo stadio di ovolo può essere confusa dai più inesperti con alcune specie del genere Lycoperdon (le cosiddette "vesce"), ad esempio L. pyriforme o L. perlatum.
- Alcune specie del genere Volvaria come Volvaria volvacea, (commestibile di scarso valore)
- Alcune specie del genere Agaricus se trattasi di Amanita phalloides var. alba.
- Russula virescens (ottimo commestibile), quando la "phalloides" viene maldestramente raccolta senza la volva e quindi il cercatore poco esperto non si accorge che non è una Russula.
- Occasionalmente esemplari giovani di alcune forme decolorate di A. phalloides sono stati confusi con carpofori di Amanita vaginata (ottimo commestibile da cotto).

## Fasi della crescita dei carpofori

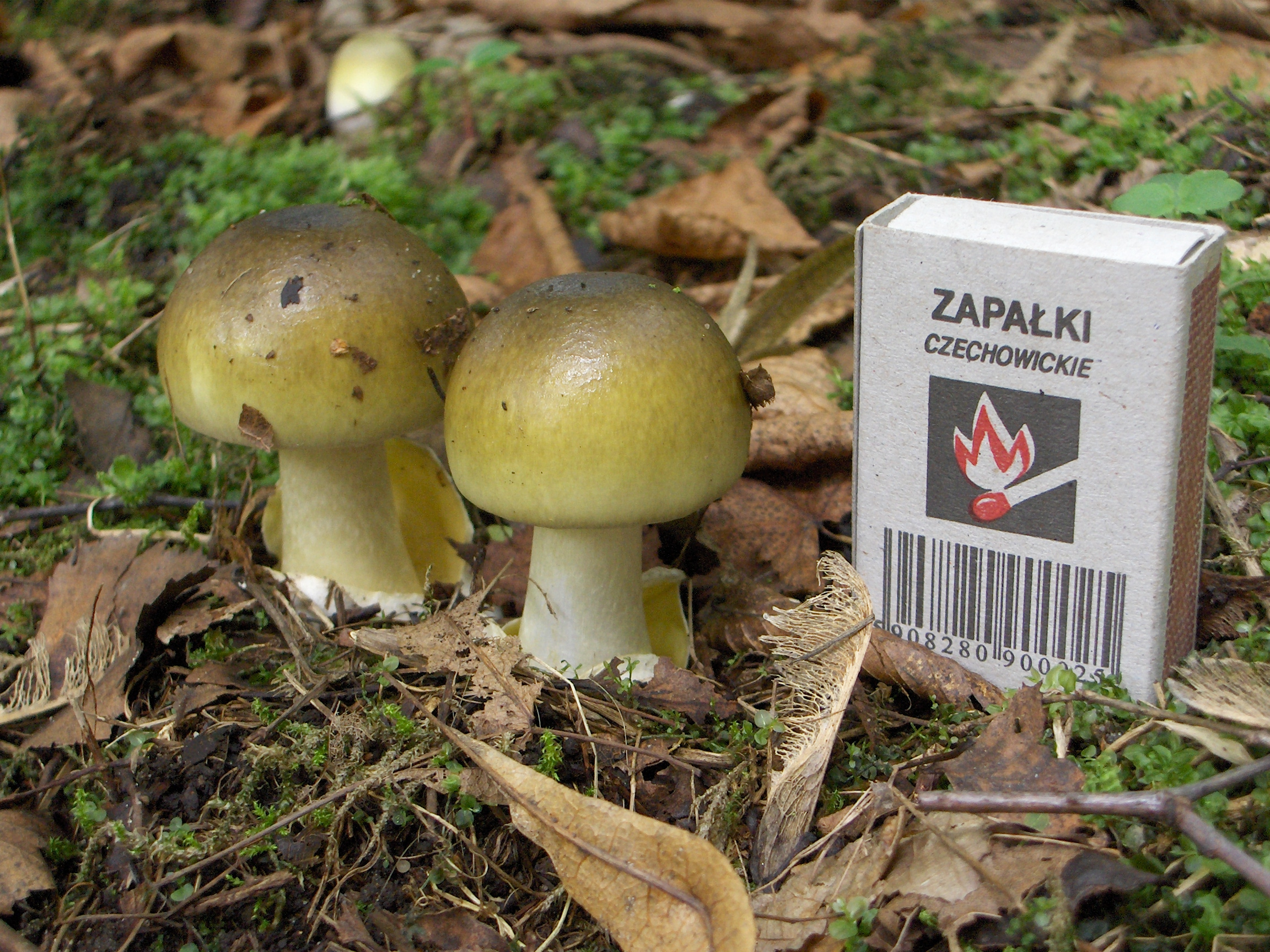
Carpofori giovani
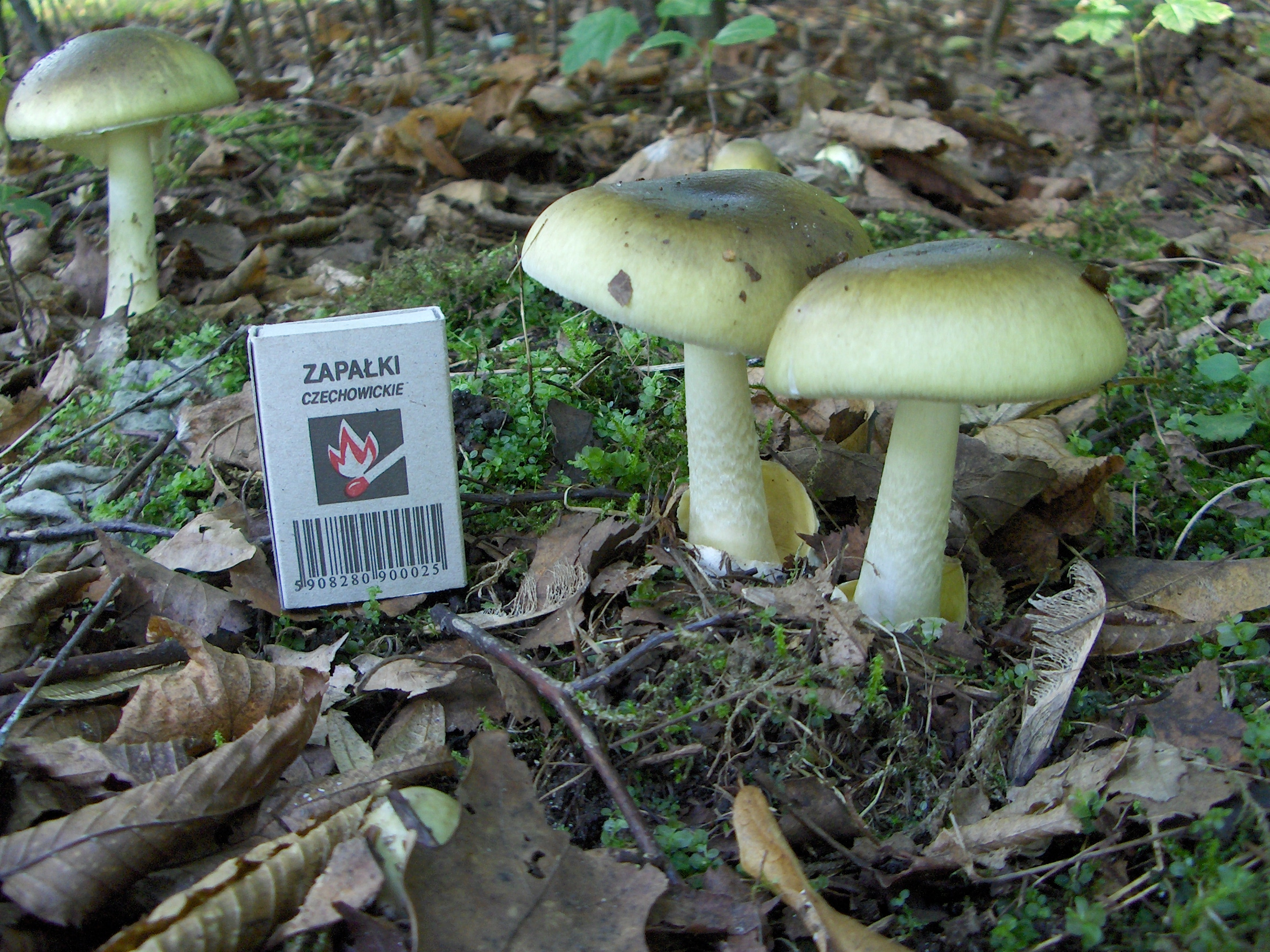
Dopo un giorno
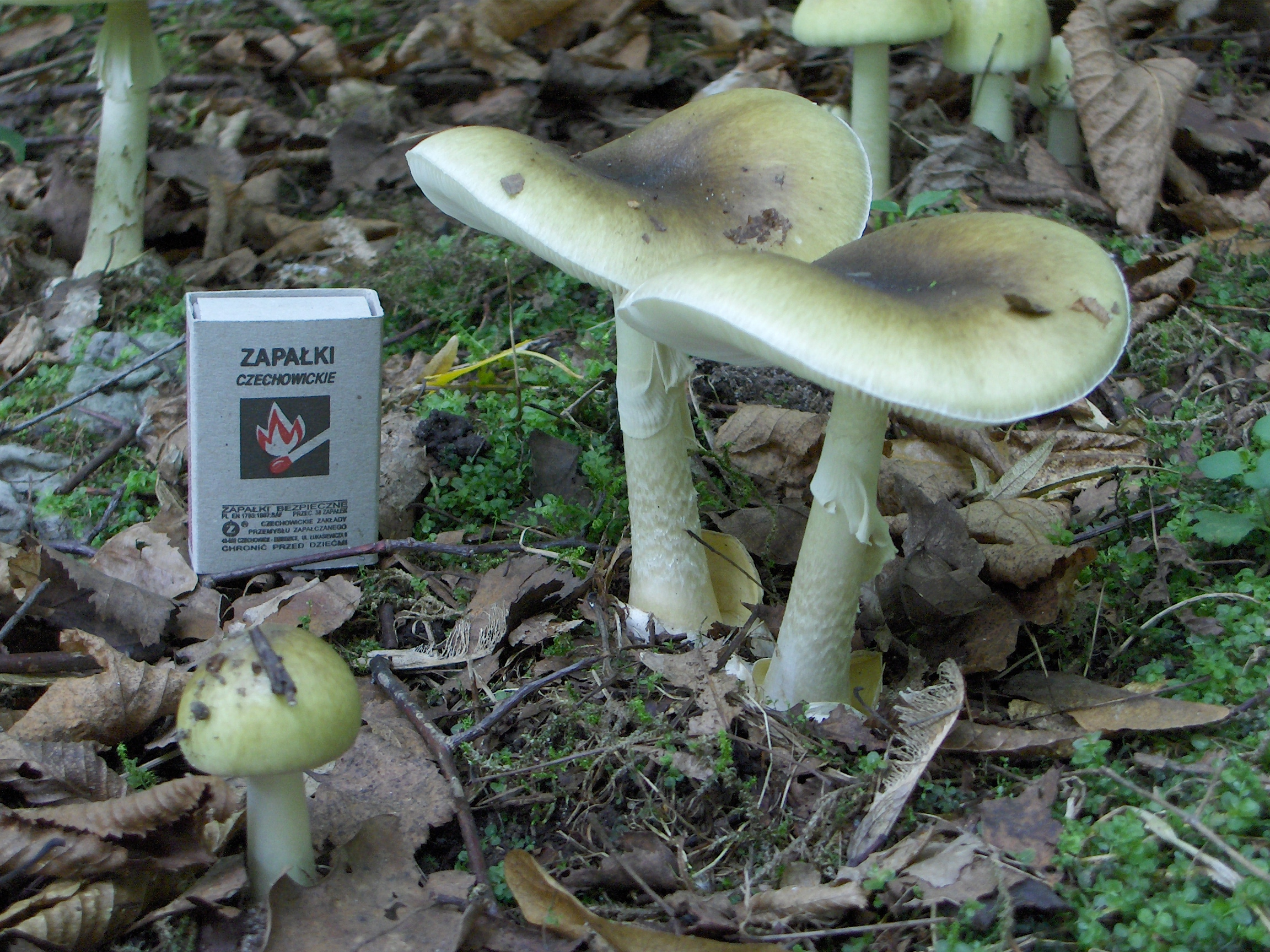
Due giorni dopo
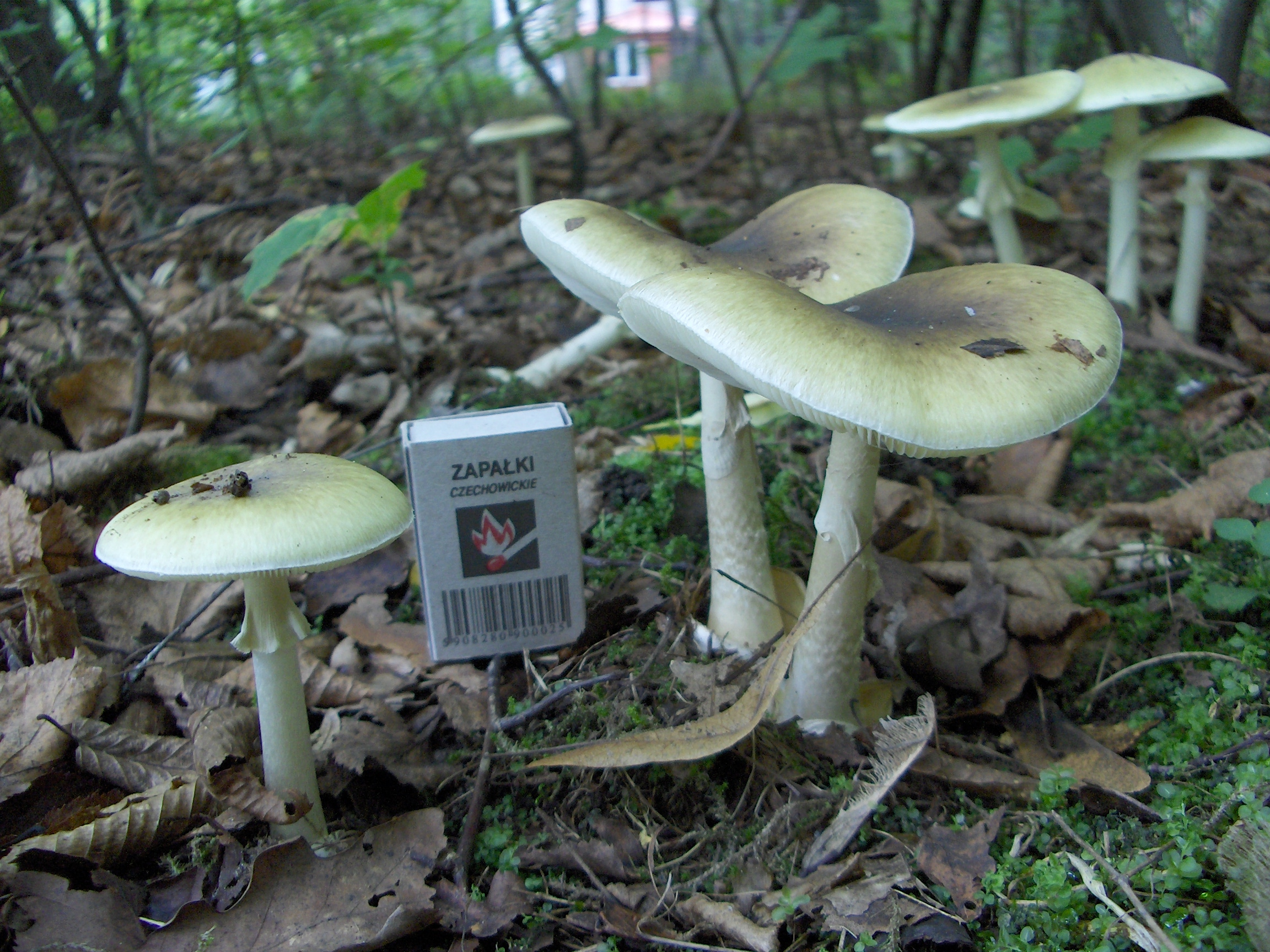
Tre giorni dopo
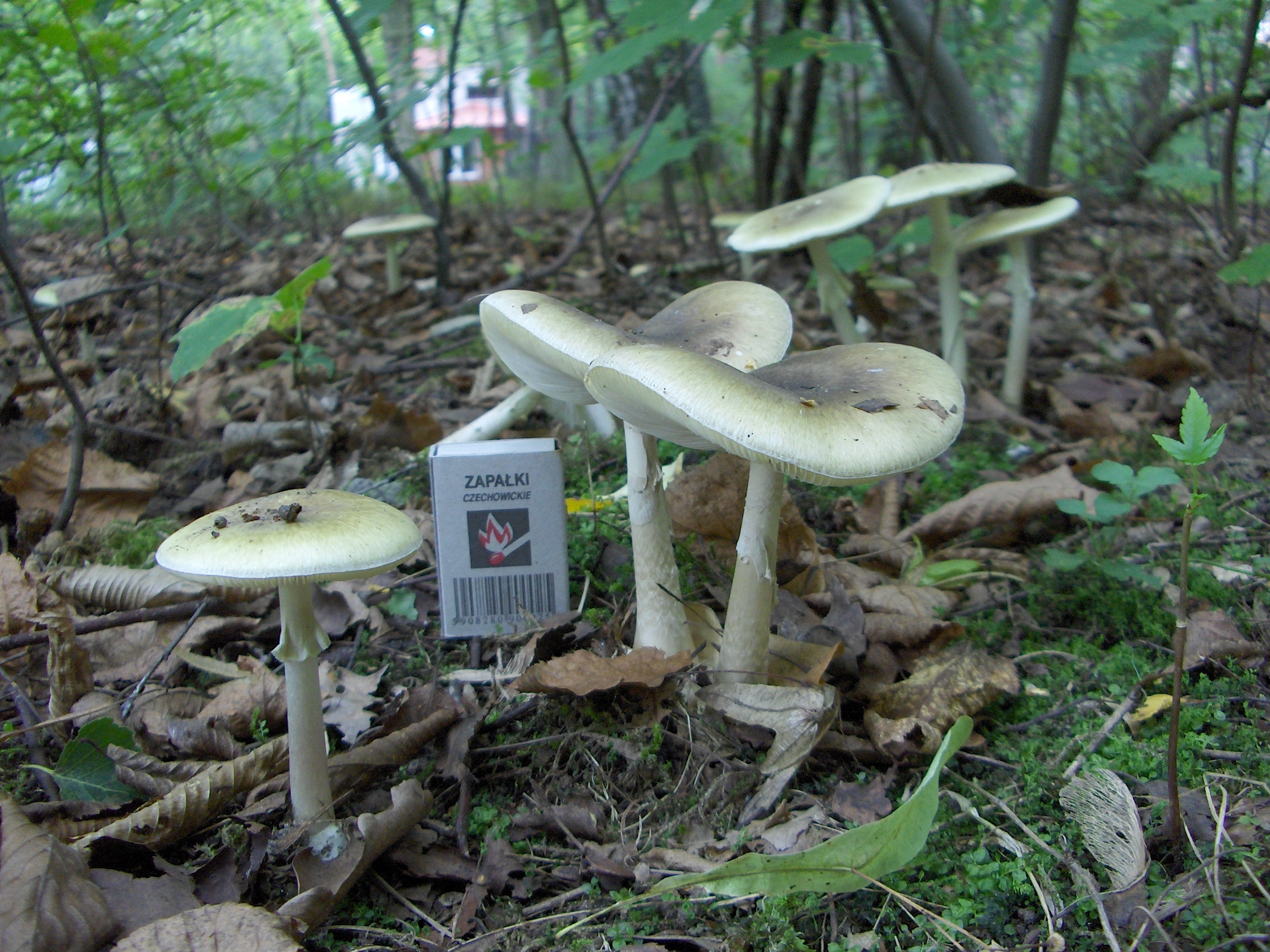
Quattro giorni dopo
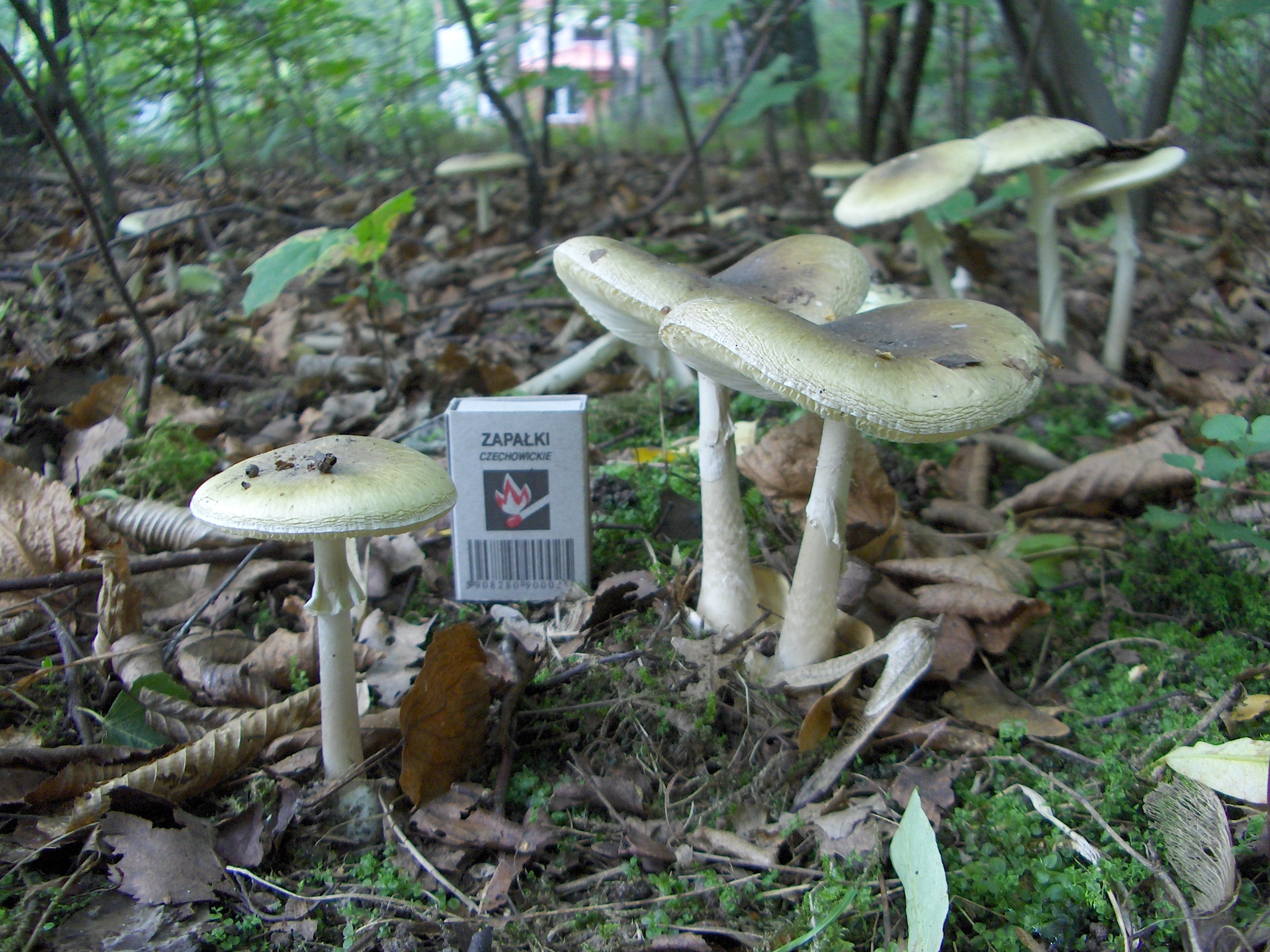
Cinque giorni dopo
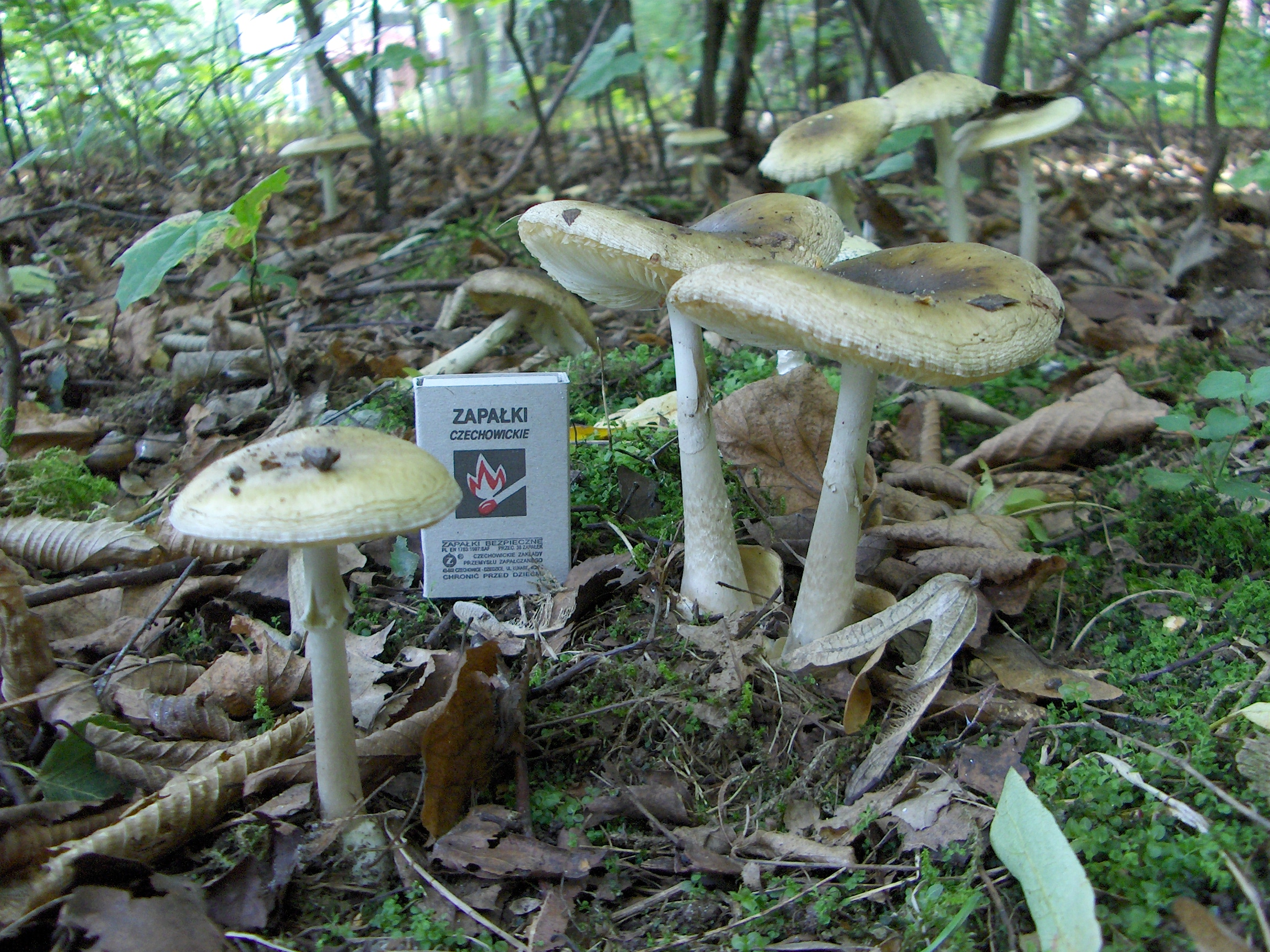
Sei giorni dopo
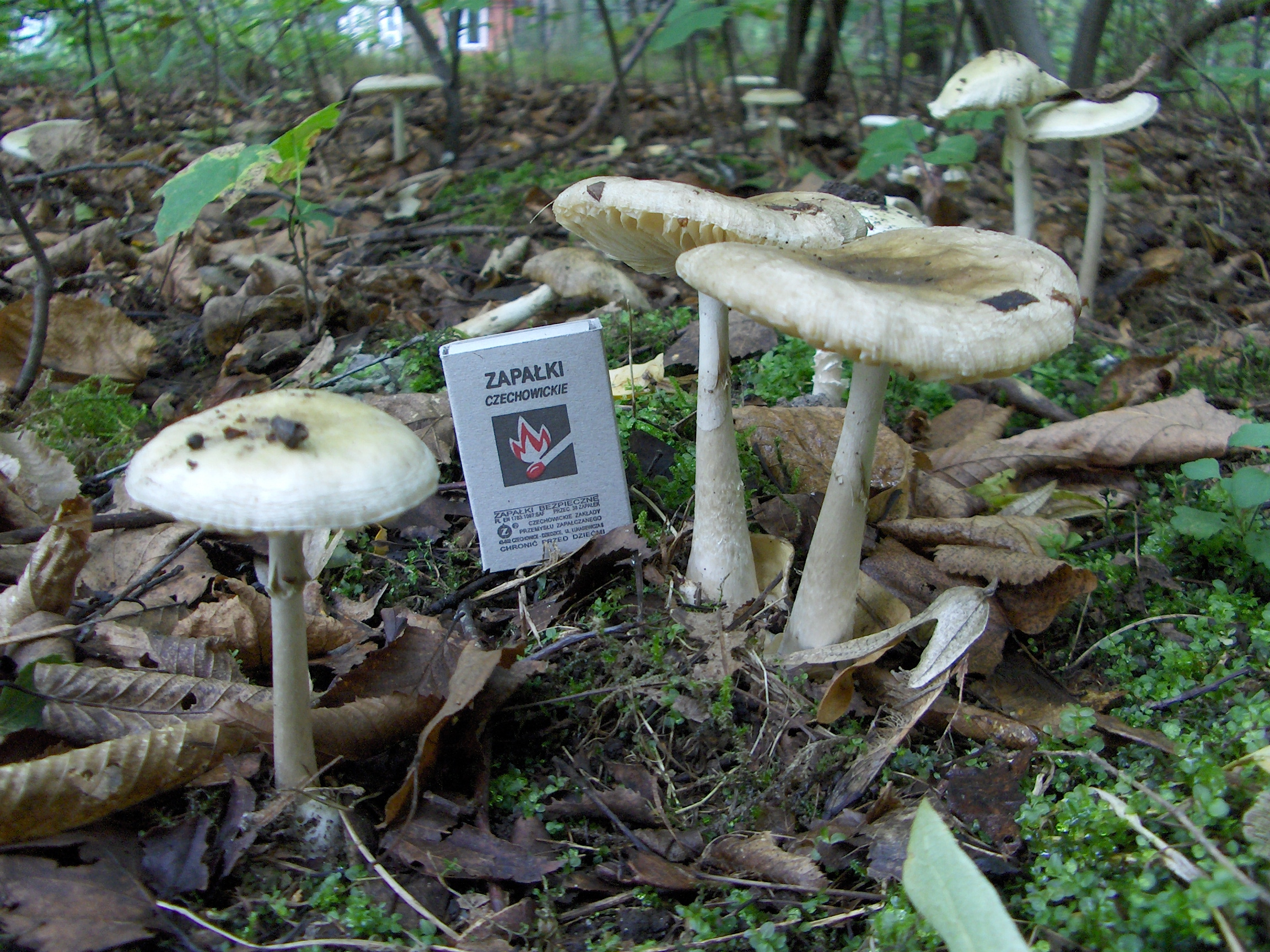
Sette giorni dopo
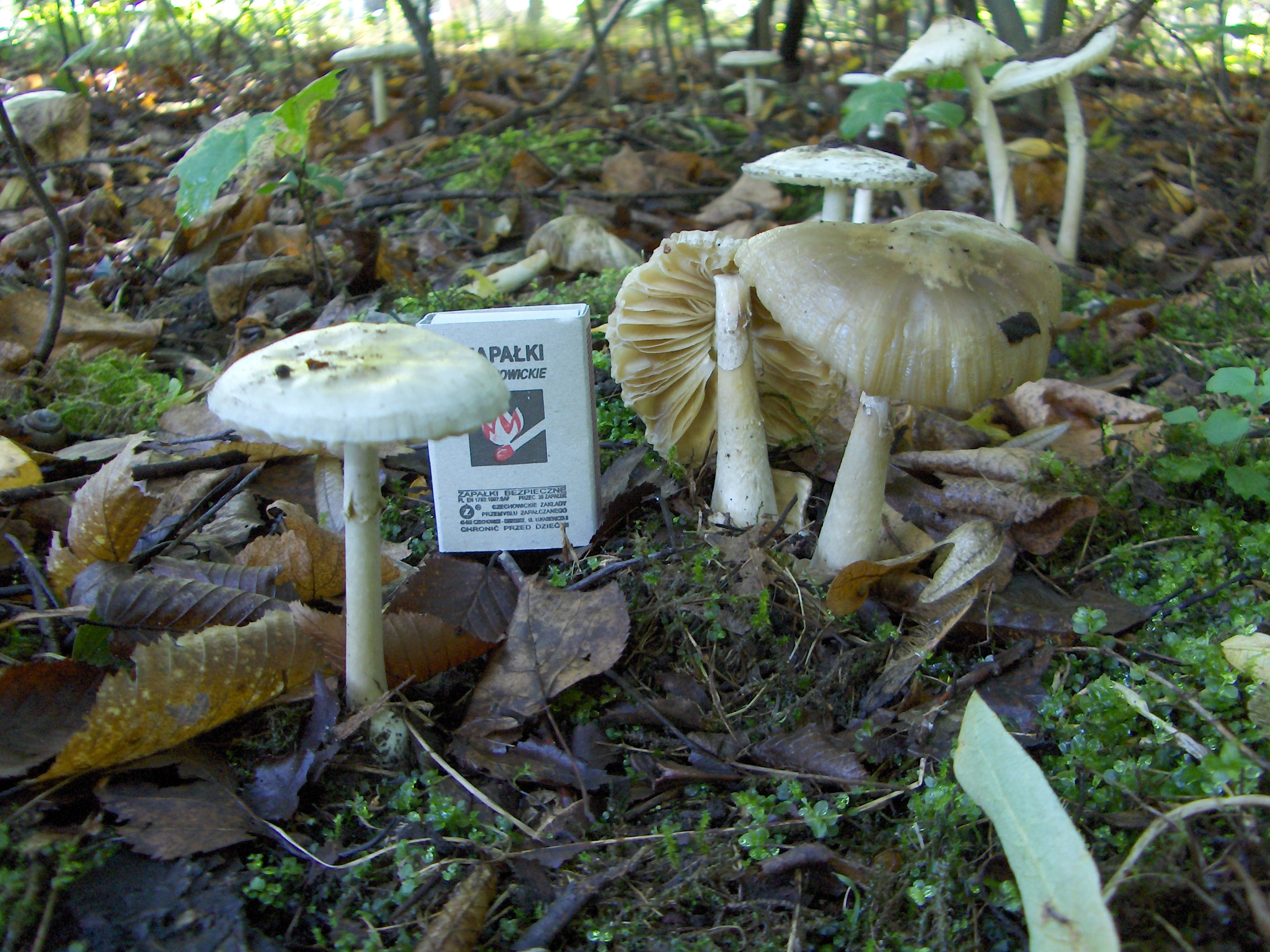
Otto giorni dopo